# Temnić

La Temnić (en serbe cyrillique : Темнић) est une région située au centre de la Serbie. Elle constitue un sous-ensemble de la région plus vaste de la Šumadija (Choumadie).

## Géographie
La région de Temnić est située entre la Velika Morava, les monts Juhor et la Zapadna Morava. Le centre administratif de la région est la ville de Varvarin mais son centre historique est la localité de Stalać.